# كال كروتشلوو
كال كروتشلوو (بالإنجليزية: Cal Crutchlow)‏ مواليد 29 أكتوبر 1985 في كوفنتري، هو متسابق دراجات نارية بريطاني فاز ببطولة العالم للسوبرسبورت. نافس في بطولة العالم للسوبربايك وبطولة العالم للموتو جي بي.

## وصلات خارجية
- كال كروتشلوو على موقع MotoGP.com (الإنجليزية)
- كال كروتشلوو على موقع WorldSBK.com (الإنجليزية)
- كال كروتشلوو على موقع AS.com (الإسبانية)

- الموقع الإلكتروني